# Ornunga
Ornunga (uttalat med å-ljud: [ˈoːɳʉŋa]) kyrkby i Ornunga socken i Vårgårda kommun i Västra Götalands län. Bebyggelsen i norra delen av byn avgränsades fram till och med 2005 till en småort namnsatt till Ornunga (norra delen) och återigen från 2015 då hela byns bebyggelse ingår.
Ornunga gränsar till Asklanda, och de två byarna är så sammanväxta att Asklanda-Ornunga är ett vedertaget begrepp.
Här finns såväl Ornunga kyrka som Equmeniakyrkan Asklanda-Ornunga.

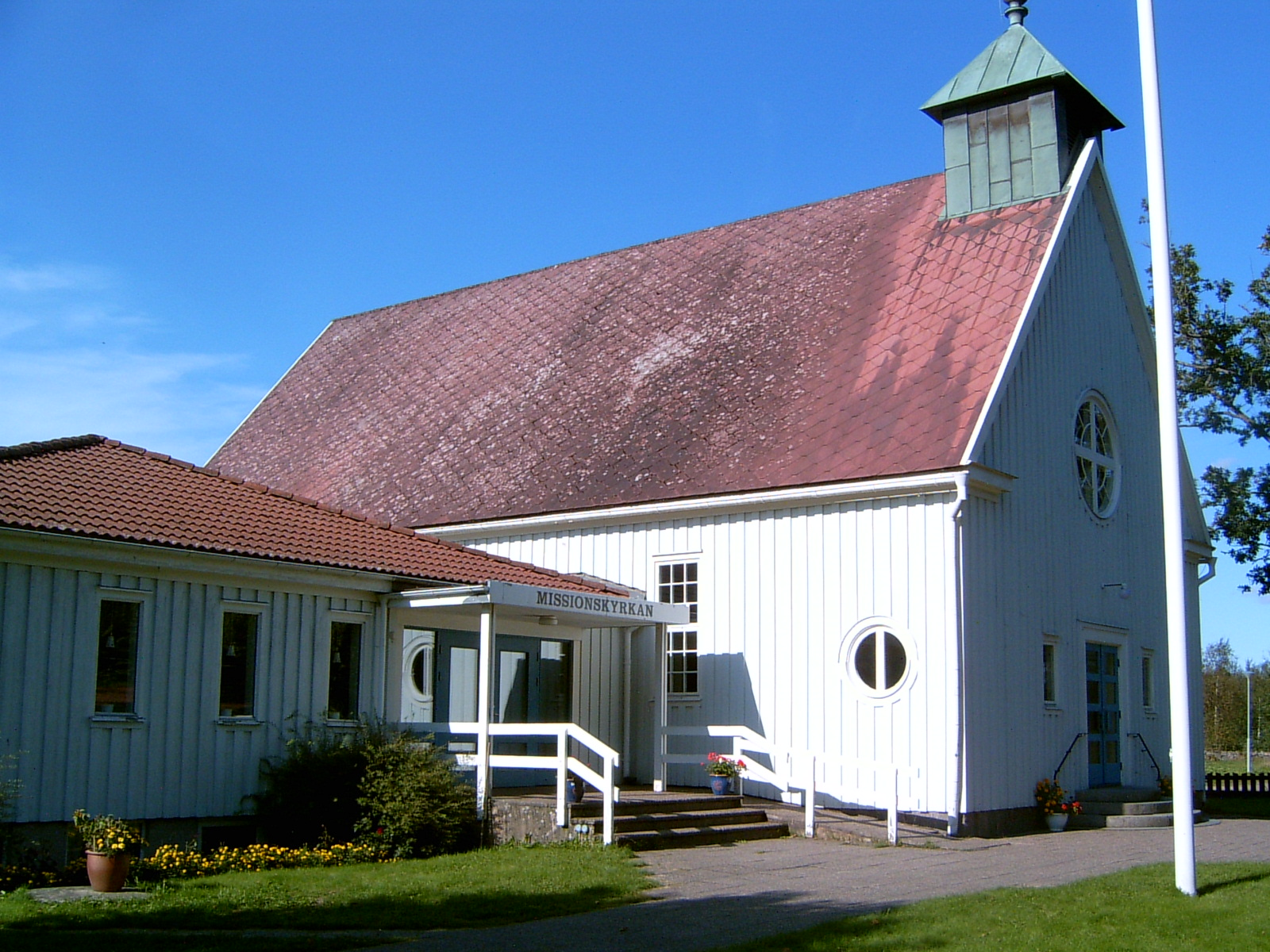
Equmeniakyrkan Asklanda-Ornunga